# 西河乡 (南部县)
西河乡，是中华人民共和国四川省南充市南部县曾经下辖的一个乡。2019年10月，撤销西河乡，将其所属行政区域划归太霞乡管辖。

## 行政区划
西河乡撤销前下辖以下地区：
兴隆村、元柏村、铁炉村、高峰村、高山村、洪湖村和勤俭村。